# Thập Phương
Thập Phương (chữ Hán giản thể: 什邡市) là một thành phố cấp huyện thuộc địa cấp thị Đức Dương, tỉnh Tứ Xuyên, Cộng hòa Nhân dân Trung Hoa. Thành phố này có diện tích 864 ki-lô-mét vuông, dân số năm 2004 là 430.000 người. Mã số bưu chính là 618400. Mã vùng điện thoại là 0838. Chính quyền thành phố đóng tại nhai đạo Phương Đình. Về mặt hành chính, thành phố này được chia thành 2 nhai đạo, 14 trấn, hương.
- Nhai đạo: Phương Đình, Tảo Giác.
- Trấn: Nguyên Thạch, Hồi Lan, Lạc Thủy, Hòa Phong, Song Thịnh, Mã Tổ, Ẩn Phong, Mã Tỉnh, 蓥 Hoa, Nam Tuyền, Tiên Để, Hồng Bạch, Bát Giác, Sư Cổ.
- Hương: